# 10990 Okunev
10990 Okunev eller 1973 SF6 är en asteroid i huvudbältet som upptäcktes den 28 september 1973 av den rysk-sovjetiske astronomen Nikolaj Tjernych vid Krims astrofysiska observatorium på Krim. Den har fått sitt namn efter den ryske kompositören German Okunev.